# Har Arna
Har Arna (hebrejsky: הר ארנה) je hora o nadmořské výšce 600 metrů v centrálním Izraeli, v pohoří Judské hory.
Nachází se cca 17 kilometrů severozápadně od centra Jeruzaléma, cca 2 kilometry západně od vesnice Šoreš a cca 1 kilometr severovýchodně od vesnice Bejt Me'ir. Má podobu zalesněného vrchu, na který na západě navazuje v délce asi 3 kilometrů ve východozápadním směru probíhající hřbet Šluchat Šajarot. Na severu terén spadá do údolí vádí Nachal Nachšon, které zde vstupuje do historicky významné soutěsky Ša'ar ha-Gaj. Po jižním úpatí hory vede lokální silnice číslo 3955 spojující Šoreš a Bejt Me'ir. V okolí se nacházejí pomníky bojů, které se zde odehrávaly během první arabsko-izraelské války v roce 1948. Ša'ar ha-Gaj i nedaleký prostor takzvaného latrunského výběžku byl strategicky významným bodem, o který se sváděly takzvané bitvy o Latrun. Jižně odtud vedla provizorní Barmská cesta v údolí Nachal Derech Burma (severozápadně odtud), která Izraelcům sloužila jako záložní dopravní spojení s obleženým Jeruzalémem. Vede tudy dnes turistická Izraelská stezka.